# Pimpan Buranapim
Pimpan Buranapim (พิมพ์พรรณ บูรณะพิมพ์; 31 de outubro de 1945 – 5 de julho de 2017), apelidada de Ting (ติ่ง), foi uma atriz e comediante tailandesa mais conhecida por seus papéis no filme The Love of Siam (2007) e nas séries Khon 2 Khom (2001) e 12 Rasee (2003). Pimpan era a filha mais velha de Prasit Yuwapukka e da atriz Supan Buranapim. Ela ganhou o Saraswati award de Melhor Comediante Feminina de 1987. Buranapim morreu em 5 de julho de 2017 aos 71 anos.